# Tribalus excellens
Tribalus excellens är en skalbaggsart som beskrevs av Vienna 1993. Tribalus excellens ingår i släktet Tribalus och familjen stumpbaggar. Inga underarter finns listade i Catalogue of Life.